# Clara Matéo
Clara Matéo (Nantes, 28 november 1997) is een voetbalspeelster uit Frankrijk. Ze speelt als aanvaller voor Paris FC in de Division 1 Féminine.

## Clubcarrière
Mateo begon met voetballen in Saint-Luce-Sur-Loire. In 2012 maakte ze de overstap naar Vendée La Roche. Na twee jaar stapte ze over naar tweedeklasser Le Mans FC. In het seizoen 2014/15 kwam ze in alle 22 competitiewedstrijden van deze club in actie en maakte ze daarin tien doelpunten. Uiteindelijk wist ze met haar club te promoveren naar de Division 2 Féminine. Hierna kwam ze weer uit voor Vendée La Roche waarvoor ze in het seizoen 2015/16 tot 20 wedstrijden en twee doelpunten kwam. Hiermee wist ze degradatie echter niet af te wenden. In de zomer van 2016 stapte ze over naar het toenmalige Juvisy FCF, dat een seizoen later zou overgaan in Paris FC. Voor deze club werd ze in de seizoenen 2020/21 en 2021/22 topscorer met respectievelijk 13 en 11 doelpunten. Ook werd ze in het eerstgenoemde seizoen opgenomen in het elftal van het jaar. In februari 2022 werd ze uitgeroepen tot speelster van de maand in de Division 1 Féminine.

## Statistieken
| Seizoen | Club            | Land      | Competitie          | Wedstrijden | Doelpunten |
| ------- | --------------- | --------- | ------------------- | ----------- | ---------- |
| 2015/16 | Vendée La Roche | Frankrijk | Division 1 Féminine | 20          | 2          |
| 2016/17 | Juvisy FCF      | Frankrijk | Division 1 Féminine | 21          | 5          |
| 2017/18 | Paris FC        | Frankrijk | Division 1 Féminine | 19          | 3          |
| 2018/19 | Paris FC        | Frankrijk | Division 1 Féminine | 22          | 3          |
| 2019/20 | Paris FC        | Frankrijk | Division 1 Féminine | 15          | 3          |
| 2020/21 | Paris FC        | Frankrijk | Division 1 Féminine | 22          | 13         |
| 2021/22 | Paris FC        | Frankrijk | Division 1 Féminine | 22          | 11         |
| 2022/23 | Paris FC        | Frankrijk | Division 1 Féminine | 22          | 12         |
| 2023/24 | Paris FC        | Frankrijk | Division 1 Féminine | 22          | 10         |
| 2024/25 | Paris FC        | Frankrijk | Division 1 Féminine | 9           | 10         |
| Totaal  | Totaal          | Totaal    | Totaal              | 194         | 72         |

Laatste update: 29 november 2024

## Interlandcarrière
Matéo doorliep alle Franse jeugdselecties voordat ze haar debuut maakte in het Franse seniorenteam. Ze speelde 22 wedstrijden voor het onder 18 en onder 19 team waarin ze tien keer wist te scoren. Met Frankrijk -19 nam ze deel aan het EK 2015, waarin ze met haar ploeg de halve finales wist te behalen en werd uitgeschakeld door Spanje. In 2016 nam ze eveneens deel aan het EK 2016, waarin ze ditmaal Spanje in de finale met 2-1 wisten te verslaan, waardoor Matéo met haar land Europees kampioen werd. Matéo werd opgenomen in het elftal van dit eindtoernooi. Met Frankrijk -20 nam ze deel aan het WK 2016, waarin ze alle zes wedstrijd in actie kwam en topscorer van haar ploeg werd door drie doelpunten te maken. Matéo en haar ploeggenoten behaalden de finale, waarin de leeftijdsgenoten van Noord-Korea met 3-1 te sterk waren.
In het najaar van 2018 werd Matéo voor het eerst opgeroepen in de selectie van de Franse nationale ploeg. Pas twee jaar later maakte ze haar debuut in een wedstrijd tegen Oostenrijk op 27 november 2020. Vier dagen later maakte ze opnieuw haar opwachting en wist ze haar eerste interlanddoelpunt te maken tegen Kazachstan. In 2022 maakte ze onderdeel uit van de Franse selectie voor het EK 2022 in Engeland. Ze kwam vier wedstrijden in actie op het eindtoernooi en werd met haar land uitgeschakeld in de halve finale tegen Duitsland. Een jaar later maakte ze eveneens onderdeel uit van de Franse selectie op het WK 2023 in Australië en Nieuw-Zeeland. Hier werd ze met haar land na penalty's uitgeschakeld tegen gastland Australië in de kwartfinales.